# مسیسنه

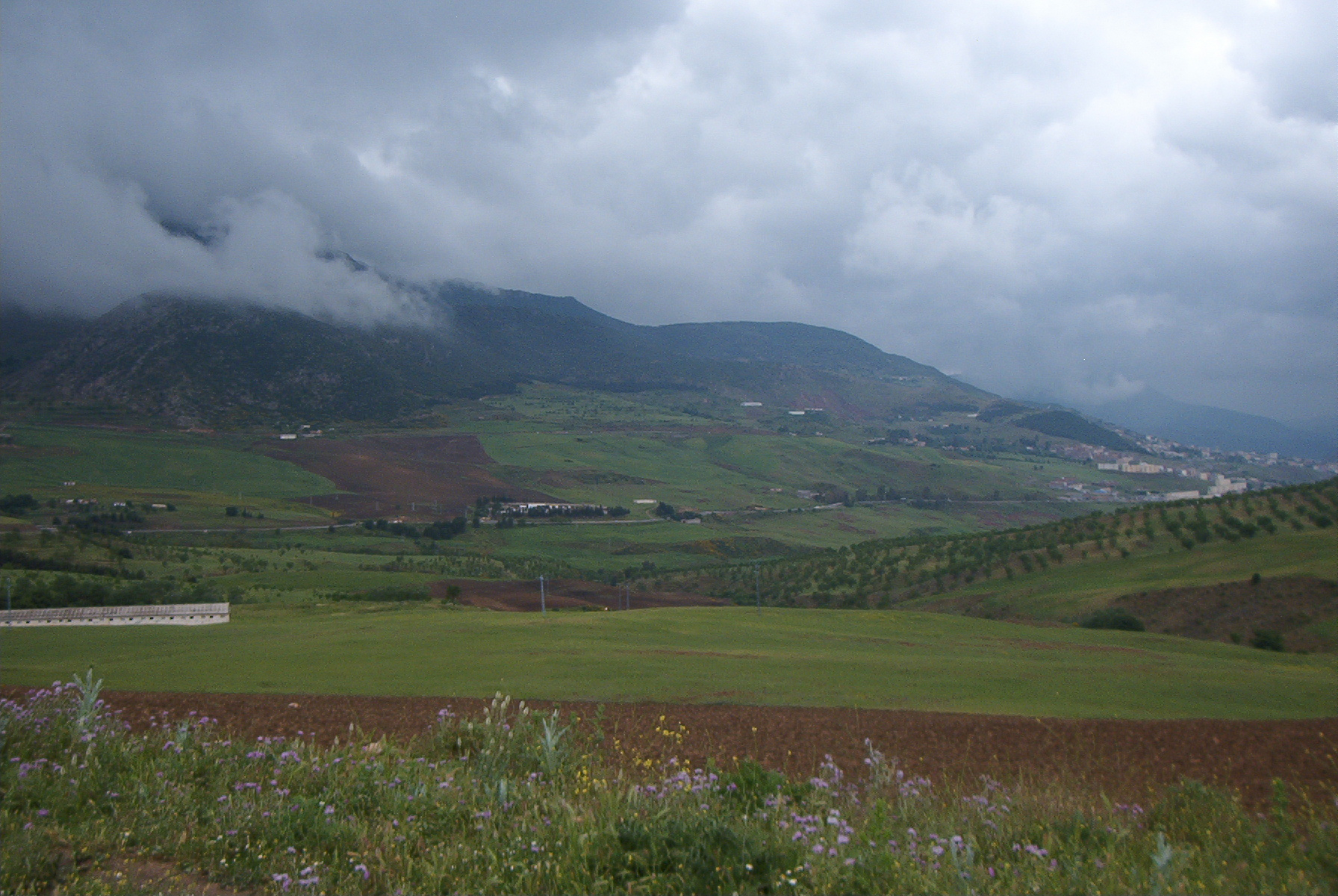
بجایه

مسیسنه (به عربی: مسيسنة) یک شهرداری در الجزایر است که در استان بجایه واقع شده‌است.